# Campeonato Brasileiro de Voleibol Masculino de 1983
O Campeonato Brasileiro de Voleibol de Clubes de 1983 foi a sexta edição da competição na variante masculina com esta nomenclatura. O torneio foi realizado entre meados de 1983 e 19 de dezembro de 1983, com equipes representando seis estados.

## Participantes
Bradesco, Rio de Janeiro/RJ

 Sul Brasileiro, Porto Alegre/RS

 Pirelli, São Paulo/SP

## Final
| 19 de dezembro de 1983 | Pirelli | 3 — 2                         | Bradesco/Atlântica | Ginásio do Ibirapuera, São Paulo Público: 0 |
| 19 de dezembro de 1983 | 0       | Set 1 Set 2 Set 3 Set 4 Set 5 | 0                  | Ginásio do Ibirapuera, São Paulo Público: 0 |